# Polisi Sports Club
Der Polisi Sports Club ist ein sansibarischer Fußballverein. Seine Heimspiele trägt er im 1.000 Zuschauer fassenden Polisi Sports Park aus.
Der Verein untersteht der Polizei des Landes Sansibar und konnte ab den 2000er Jahren Erfolge erzielen. 2005 und 2006 gewannen sie die Zanzibar Premier League. Der Nyerere Cup wurde 2001 gewonnen. Mit den Erfolge konnten sie sich für die afrikanischen Wettbewerbe qualifizieren. Das Erreichen der ersten Runde 2002 und 2006 ist dabei der bisher größte Erfolg.

## Erfolge
- Tansanischer Pokalsieger:2001

## Statistik in den CAF-Wettbewerben
| Wettbewerb                    | Runde    | Gegner                   | Hinspiel | Rückspiel |  |
| ----------------------------- | -------- | ------------------------ | -------- | --------- |  |
|                               |          |                          |          |           |  |
| African Cup Winners’ Cup 2002 | Vorrunde | Guna Trading FC          | 0:0 (H)  | 2:1 (A)   |  |
| African Cup Winners’ Cup 2002 | 1. Runde | CS Hammam-Lif            | 0:2 (H)  | 0:5 (A)   |  |
| CAF Champions League 2006     | Vorrunde | Civo United              | n. a.    | n. a.     |  |
| CAF Champions League 2006     | 1. Runde | Étoile Sportive du Sahel | 0:2 (H)  | 0:3 (A)   |  |
| CAF Champions League 2007     | Vorrunde | al-Hilal Khartum         | 0:4 (A)  | 0:2 (H)   |  |
| CAF Confederation Cup 2015    | Vorrunde | CF Mounana               | 0:5 (A)  | 1:3 (H)   |  |

- 2006: Der Civo United FC zog seine Mannschaft nach der Auslosung zurück.